# Пшейма-Мала
Пшейма-Мала (пол. Przejma Mała) — село в Польщі, у гміні Шиплішки Сувальського повіту Підляського воєводства.
Населення — 41 особа (2011).
У 1975-1998 роках село належало до Сувальського воєводства.

## Демографія
Демографічна структура станом на 31 березня 2011 року:
|          | Загалом | Допрацездатний вік | Працездатний вік | Постпрацездатний вік |
| -------- | ------- | ------------------ | ---------------- | -------------------- |
| Чоловіки | 21      | 6                  | 13               | 2                    |
| Жінки    | 20      | 5                  | 10               | 5                    |
| Разом    | 41      | 11                 | 23               | 7                    |